# ECRS
ECRS(Expense and cost recovery system)는 추출, 변환, 적재(extract, transform, load: ETL) 기능의 부분 집합이다. 컨설팅 비즈니스, 로펌 등에 적용되고 있다.

## 제품
ECRS 애플리케이션, ECRS 제품, 서드파티 ECRS 컨설턴트가 있는 여러 벤더가 존재한다:
- Argos
- BillBack
- Control Systems
- CostWare
- Equitrac
- ERS
- Harvester
- MiniSoft
- Norman Wise & Co
- nQueue
- UDI
- Wehrheim
- WSI